# Heligmonevra yenpingensis
Heligmonevra yenpingensis är en tvåvingeart som först beskrevs av Stanley Willard Bromley 1928.  Heligmonevra yenpingensis ingår i släktet Heligmonevra och familjen rovflugor. Inga underarter finns listade i Catalogue of Life.